# 武田忠善
武田 忠善（たけだ ただよし）は日本のクラリネット奏者。長野県中野市出身。

## 略歴
1975年に国立音楽大学を卒業。浜中浩一の勧めによりジャック・ランスロに師事することとなる。
同年9月、フランス国立ルーアン音楽院に留学。1977年に一等賞にて卒業する。その後複数のコンクールにて優秀な成績を残す。帰国後は自らの演奏活動に加え後進の指導にあたる。
2004年、2006年、2009年にはパリ国立高等音楽院から招待され、同音楽院にて東洋人クラリネット奏者として初めてマスタークラス講師を務めた。
2011年、シカゴ・ミッドウェスト国際バンド・オーケストラ・クリニックに講師として招待される。
2019年12月現在、国立音楽大学学長（2015年 - ）、同大学特任教授、および株式会社 ビュッフェ･クランポン・ジャパン専属講師を務める。

## 受賞歴
- 1977年 パリ・ベラン音楽コンクール第一位。[5]
- 1978年 第47回日本音楽コンクール第一位。[5]
- 1979年 第35回ジュネーヴ国際音楽コンクール銅メダル（日本人初の入賞）[5]